# Ski alpin aux Jeux olympiques de 1964
Pour des articles plus généraux, voir Ski alpin aux Jeux olympiques et Jeux olympiques d'hiver de 1964.
Navigation
Squaw Valley 1960 Grenoble 1968
Les épreuves de ski alpin des Jeux olympiques d'hiver de 1964 à Innsbruck comptaient également comme championnats du monde et se sont disputées du 30 janvier au 8 février 1964.
Deux ans après leur triomphe aux championnats du monde de Chamonix, les favoris autrichiens sont bousculés sur leurs terres par les Français.
Egon Zimmermann s'impose en descente sur la dangereuse piste de la Patscherkofel. Il devance Léo Lacroix.
Le ski français vit ensuite 3 jours d'euphorie :
- 1er février : doublé Christine - Marielle Goitschel en slalom.
- 2 février : succès de François Bonlieu en géant. Dix ans après sa médaille de bronze à Aare, c'est un couronnement pour le « petit prince », qui avait remporté le Kandahar 1963 à Chamonix et le K de diamant.
- 3 février : nouveau doublé des sœurs Goitschel en géant, Marielle devance Christine.

L'honneur des skieurs de l'ÖSV est sauf avec :
- Un triplé dans la descente Femmes : Christl Haas, qui réalise ainsi le doublé championnats du monde - Jeux olympiques, devant Edith Zimmermann et Traudl Hecher.
- La victoire de Josef Stiegler en slalom.

Les États-Unis sont la troisième puissance avec 2 médailles d'argent (Billy Kidd et Jean Saubert) et 2 médailles de bronze (Jimmy Heuga et Jean Saubert).

## Podiums

### Hommes
| Épreuve                      | Or               | Argent       | Bronze           |
| ---------------------------- | ---------------- | ------------ | ---------------- |
| Descente résultats détaillés | Egon Zimmermann  | Léo Lacroix  | Wolfgang Bartels |
| Géant résultats détaillés    | François Bonlieu | Karl Schranz | Josef Stiegler   |
| Slalom résultats détaillés   | Josef Stiegler   | Billy Kidd   | Jimmy Heuga      |

### Femmes
| Épreuve                      | Or                  | Argent                           | Bronze        |
| ---------------------------- | ------------------- | -------------------------------- | ------------- |
| Descente résultats détaillés | Christl Haas        | Edith Zimmermann                 | Traudl Hecher |
| Géant résultats détaillés    | Marielle Goitschel  | Christine Goitschel Jean Saubert |               |
| Slalom résultats détaillés   | Christine Goitschel | Marielle Goitschel               | Jean Saubert  |

### Combiné
Les épreuves du combiné ne comptaient pas comme épreuve olympique : elles attribuaient uniquement le titre de champion du monde.
| Épreuve        | Or                 | Argent          | Bronze           |
| -------------- | ------------------ | --------------- | ---------------- |
| Combiné Hommes | Ludwig Leitner     | Gerhard Nenning | Billy Kidd       |
| Combiné Femmes | Marielle Goitschel | Christl Haas    | Edith Zimmermann |

## Tableau des médailles
| Rang | Nations    | Or | Argent | Bronze | Total |
| 1    | France     | 3  | 3      | 0      | 6     |
| 2    | Autriche   | 3  | 2      | 2      | 7     |
| 3    | États-Unis | 0  | 2      | 2      | 4     |
| 4    | Allemagne  | 0  | 0      | 1      | 1     |

## Résultats

### Hommes

#### Descente
| Rang                                | Athlète            | Pays                       | Temps   | Retard |
| ----------------------------------- | ------------------ | -------------------------- | ------- | ------ |
| Médaille d'or, Jeux olympiques      | Egon Zimmermann    | Autriche                   | 2:18.16 | -      |
| Médaille d'argent, Jeux olympiques  | Léo Lacroix        | France                     | 2:18.90 | +0.74  |
| Médaille de bronze, Jeux olympiques | Wolfgang Bartels   | Équipe unifiée d’Allemagne | 2:19.48 | +1.32  |
| 4                                   | Jos Minsch         | Suisse                     | 2:19.54 | +1.38  |
| 5                                   | Luggi Leitner      | Équipe unifiée d’Allemagne | 2:19.67 | +1.51  |
| 6                                   | Guy Périllat       | France                     | 2:19.79 | +1.63  |
| 7                                   | Gerhard Nenning    | Autriche                   | 2:19.98 | +1.82  |
| 8                                   | Willy Favre        | Suisse                     | 2:20.23 | +2.07  |
| 9                                   | Willy Bogner       | Équipe unifiée d’Allemagne | 2:20.72 | +2.56  |
| 10                                  | Heini Messner      | Autriche                   | 2:20.74 | +2.58  |
| 11                                  | Karl Schranz       | Autriche                   | 2:20.98 | +2.82  |
| 12                                  | Fritz Wagnerberger | Équipe unifiée d’Allemagne | 2:21.03 | +2.87  |
| 13                                  | Dumeng Giovanoli   | Suisse                     | 2:21.16 | +3.00  |
| 14                                  | Ni Orsi, Jr.       | États-Unis                 | 2:21.59 | +3.43  |
| 15                                  | François Bonlieu   | France                     | 2:21.71 | +3.55  |

#### Slalom géant
| Rang                                | Athlète           | Pays                       | Temps   | Retard |
| ----------------------------------- | ----------------- | -------------------------- | ------- | ------ |
| Médaille d'or, Jeux olympiques      | François Bonlieu  | France                     | 1:46.71 | -      |
| Médaille d'argent, Jeux olympiques  | Karl Schranz      | Autriche                   | 1:47.09 | +0.38  |
| Médaille de bronze, Jeux olympiques | Josef Stiegler    | Autriche                   | 1:48.05 | +1.34  |
| 4                                   | Willy Favre       | Suisse                     | 1:48.69 | +1.98  |
| 5                                   | Jean-Claude Killy | France                     | 1:48.92 | +2.21  |
| 6                                   | Gerhard Nenning   | Autriche                   | 1:49.68 | +2.97  |
| 7                                   | Billy Kidd        | États-Unis                 | 1:49.97 | +3.26  |
| 8                                   | Luggi Leitner     | Équipe unifiée d’Allemagne | 1:50.04 | +3.33  |
| 9                                   | Jos Minsch        | Suisse                     | 1:50.61 | +3.90  |
| 10                                  | Guy Périllat      | France                     | 1:50.75 | +4.04  |
| 11                                  | Léo Lacroix       | France                     | 1:51.26 | +4.55  |
| 12                                  | Bill Marolt       | États-Unis                 | 1:51.29 | +4.58  |
| 13                                  | Paride Milianti   | Italie                     | 1:52.87 | +6.16  |
| 14                                  | Beat von Allmen   | Suisse                     | 1:54.05 | +7.34  |
| 15                                  | Eberhard Riedel   | Équipe unifiée d’Allemagne | 1:54.17 | +7.46  |

#### Slalom
| Rank                                | Name              | Country                    | Run 1   | Run 2   | Total   | Difference |
| ----------------------------------- | ----------------- | -------------------------- | ------- | ------- | ------- | ---------- |
| Médaille d'or, Jeux olympiques      | Josef Stiegler    | Autriche                   | 1:09.03 | 1:02.10 | 2:11.13 | -          |
| Médaille d'argent, Jeux olympiques  | Billy Kidd        | États-Unis                 | 1:10.96 | 1:00.31 | 2:11.27 | +0.14      |
| Médaille de bronze, Jeux olympiques | Jimmy Heuga       | États-Unis                 | 1:10.16 | 1:01.36 | 2:11.52 | +0.39      |
| 4                                   | Michel Arpin      | France                     | 1:11.16 | 1:01.75 | 2:12.91 | +1.78      |
| 5                                   | Luggi Leitner     | Équipe unifiée d’Allemagne | 1:11.19 | 1:01.75 | 2:12.94 | +1.81      |
| 6                                   | Adolf Mathis      | Suisse                     | 1:10.77 | 1:02.22 | 2:12.99 | +1.86      |
| 7                                   | Gerhard Nenning   | Autriche                   | 1:10.29 | 1:02.91 | 2:13.20 | +2.07      |
| 8                                   | Buddy Werner      | États-Unis                 | 1:11.64 | 1:01.82 | 2:13.46 | +2.33      |
| 9                                   | Wolfgang Bartels  | Équipe unifiée d’Allemagne | 1:13.83 | 1:02.09 | 2:15.92 | +4.79      |
| 10                                  | Stefan Kälin      | Suisse                     | 1:13.92 | 1:02.12 | 2:16.04 | +4.91      |
| 11                                  | Italo Pedroncelli | Italie                     | 1:13.94 | 1:02.38 | 2:16.32 | +5.19      |
| 12                                  | Guy Périllat      | France                     | 1:17.00 | 0:59.33 | 2:16.33 | +5.20      |
| 13                                  | Ernst Scherzer    | Équipe unifiée d’Allemagne | 1:14.67 | 1:03.43 | 2:18.10 | +6.97      |
| 14                                  | Willy Favre       | Suisse                     | 1:13.63 | 1:04.59 | 2:18.22 | +7.09      |
| 15                                  | Ivo Mahlknecht    | Italie                     | 1:13.69 | 1:04.54 | 2:18.23 | +7.10      |

### Femmes

#### Descente
| Rang                                | Athlète                    | Pays                       | Temps   | Retard |
| ----------------------------------- | -------------------------- | -------------------------- | ------- | ------ |
| Médaille d'or, Jeux olympiques      | Christl Haas               | Autriche                   | 1:55.39 | -      |
| Médaille d'argent, Jeux olympiques  | Edith Zimmermann           | Autriche                   | 1:56.42 | +1.03  |
| Médaille de bronze, Jeux olympiques | Traudl Hecher              | Autriche                   | 1:56.66 | +1.27  |
| 4                                   | Heidi Biebl                | Équipe unifiée d’Allemagne | 1:57.87 | +2.48  |
| 5                                   | Barbi Henneberger          | Équipe unifiée d’Allemagne | 1:58.03 | +2.64  |
| 6                                   | Madeleine Bochatay         | France                     | 1:59.11 | +3.72  |
| 7                                   | Nancy Greene               | Canada                     | 1:59.23 | +3.84  |
| 8                                   | Christine Terraillon       | France                     | 1:59.66 | +4.27  |
| 9                                   | Annie Famose               | France                     | 1:59.86 | +4.47  |
| 10                                  | Marielle Goitschel         | France                     | 2:00.77 | +5.38  |
| 11                                  | Giustina Demetz            | Italie                     | 2:01.20 | +5.81  |
| 12                                  | Burgl Färbinger            | Équipe unifiée d’Allemagne | 2:01.23 | +5.84  |
| 13                                  | Patricia du Roy de Blicquy | Belgique                   | 2:01.41 | +6.02  |
| 14                                  | Starr Walton               | États-Unis                 | 2:01.45 | +6.06  |
| 15                                  | Joan Hannah                | États-Unis                 | 2:01.88 | +6.49  |

#### Slalom géant
| Rang                               | Athlète             | Pays                       | Temps   | Retard |
| ---------------------------------- | ------------------- | -------------------------- | ------- | ------ |
| Médaille d'or, Jeux olympiques     | Marielle Goitschel  | France                     | 1:52.24 | -      |
| Médaille d'argent, Jeux olympiques | Christine Goitschel | France                     | 1:53.11 | +0.87  |
| Médaille d'argent, Jeux olympiques | Jean Saubert        | États-Unis                 | 1:53.11 | +0.87  |
| 4                                  | Christl Haas        | Autriche                   | 1:53.86 | +1.62  |
| 5                                  | Annie Famose        | France                     | 1:53.89 | +1.65  |
| 6                                  | Edith Zimmermann    | Autriche                   | 1:54.21 | +1.97  |
| 7                                  | Barbi Henneberger   | Équipe unifiée d’Allemagne | 1:54.26 | +2.02  |
| 8                                  | Traudl Hecher       | Autriche                   | 1:54.55 | +2.31  |
| 9                                  | Pia Riva            | Italie                     | 1:54.59 | +2.35  |
| 9                                  | Fernande Bochatay   | Suisse                     | 1:54.59 | +2.35  |
| 11                                 | Thérèse Obrecht     | Suisse                     | 1:54.91 | +2.67  |
| 12                                 | Ruth Adolf          | Suisse                     | 1:55.83 | +3.59  |
| 13                                 | Marianne Jahn-Nutt  | Autriche                   | 1:55.95 | +3.71  |
| 14                                 | Giustina Demetz     | Italie                     | 1:56.52 | +4.28  |
| 15                                 | Françoise Gay       | Suisse                     | 1:57.21 | +4.97t |

#### Slalom
| Rang                                | Athlète                    | Pays                       | Manche 1 | Manche 2 | Total   | Retard |
| ----------------------------------- | -------------------------- | -------------------------- | -------- | -------- | ------- | ------ |
| Médaille d'or, Jeux olympiques      | Christine Goitschel        | France                     | 0:43.85  | 0:46.01  | 1:29.86 | -      |
| Médaille d'argent, Jeux olympiques  | Marielle Goitschel         | France                     | 0:43.09  | 0:47.68  | 1:30.77 | +0.91  |
| Médaille de bronze, Jeux olympiques | Jean Saubert               | États-Unis                 | 0:44.78  | 0:46.58  | 1:31.36 | +1.50  |
| 4                                   | Heidi Biebl                | Équipe unifiée d’Allemagne | 0:44.61  | 0:49.43  | 1:34.04 | +4.18  |
| 5                                   | Edith Zimmermann           | Autriche                   | 0:46.24  | 0:48.03  | 1:34.27 | +4.41  |
| 6                                   | Christl Haas               | Autriche                   | 0:46.43  | 0:48.68  | 1:35.11 | +5.25  |
| 7                                   | Liv Jagge-Christiansen     | Norvège                    | 0:47.67  | 0:48.71  | 1:36.38 | +6.52  |
| 8                                   | Patricia du Roy de Blicquy | Belgique                   | 0:47.15  | 0:49.86  | 1:37.01 | +7.15  |
| 9                                   | Pia Riva                   | Italie                     | 0:46.65  | 0:50.55  | 1:37.20 | +7.34  |
| 10                                  | Barbi Henneberger          | Équipe unifiée d’Allemagne | 0:47.17  | 0:50.38  | 1:37.55 | +7.69  |
| 10                                  | Heidi Mittermaier          | Équipe unifiée d’Allemagne | 0:47.41  | 0:50.14  | 1:37.55 | +7.69  |
| 12                                  | Linda Meyers               | États-Unis                 | 0:47.02  | 0:50.91  | 1:37.93 | +8.07  |
| 13                                  | Françoise Gay              | Suisse                     | 0:45.78  | 0:53.22  | 1:39.00 | +9.14  |
| 14                                  | Heidi Obrecht              | Suisse                     | 0:47.37  | 0:51.96  | 1:39.33 | +9.47  |
| 15                                  | Nancy Greene               | Canada                     | 0:49.95  | 0:51.47  | 1:41.42 | +11.56 |